# Shizuka Arakawa
Shizuka Arakawa (荒川 静香 Arakawa Shizuka?, n. 29 decembrie 1981, Tōkyō, Japonia) este o patinatoare artistică japoneză campioană olimpică și mondială de înalt nivel. Shizuka a devenit campioană olimpică la Jocurile Olimpice din 2006 și campioană mondială în 2004 la Campionatele mondiale. După Midori Ito (care a cucerit medalia de argint la Jocurile Olimpice din 1992), Arakawa este prima patinatoare japoneză, care a urcat pe podium, fiind totodată medaliată cu aur, precum schiorul Tae Satoya.

## Premii și distincții

### Medalia de Onoare (Japonia)
- Medalia de Onoare [2]

### Comitetul Olimpic Japonez
- JOC Sports Award- Special Achievement Award (2002), Best Award (2005)[3]

### MunicipalitateaorașuluiMiyagi
- Miyagi "Citizens Award of Honor" (2006)[4]

## Apariții în mass media

### DVD
- 荒川静香 Moment Beautiful skating (2006) – ASIN B000BRBPFG
- TORINO2006 日本女子 (2006) – ASIN B000EXDYHO

### Cărți
- Tira mi su―だから私はがんばれる! (2006)- ISBN 978-4-04-883963-1
- 金メダルへの道（2006）- ISBN 978-4-14-081126-9
- LEGEND OF THE ATHLETE荒川静香物語 (2007) – ISBN 978-4-08-874369-1